# Faces in the Dark
Pour plus de détails, voir Fiche technique et Distribution.
Faces in the Dark est un film britannique réalisé par David Eady, sorti en 1960.

## Fiche technique
- Titre : Faces in the Dark
- Réalisation : David Eady
- Scénario : Ephraim Kogan et John Tully d'après Les Visages de l'ombre de Boileau-Narcejac
- Photographie : Ken Hodges
- Montage : Oswald Hafenrichter
- Musique : Míkis Theodorákis
- Pays d'origine : Royaume-Uni
- Format : Noir et blanc - 1,66:1
- Genre : thriller
- Durée : 84 minutes
- Date de sortie : 1960

## Distribution
- John Gregson : Richard Hammond
- Mai Zetterling : Christiane Hammond
- John Ireland : Max Hammond
- Michael Denison : David Merton
- Tony Wright : Clem
- Nanette Newman : Janet
- Valerie Taylor : Miss Hopkins